# Aquile Bianche
Le Aquile Bianche (in serbo Бели орлови?, Beli orlovi) sono state un gruppo paramilitare nazionalista serbo fondato da Mirko Jović e Dragoslav Bokan, attivo durante le guerre di Croazia e di Bosnia ed Erzegovina.

## Nome
Il nome Aquile Bianche sembra sia derivato da un gruppo cetnico con lo stesso nome attivo durante la Seconda guerra mondiale e che nel dopoguerra aveva condotto varie azioni contro il nuovo stato socialista, salvo poi essere represso dalle autorità titine. Oltre al nome ufficiale, venivano definiti come Vendicatori (in serbo Осветници?, Osvetnici) e Šešeljoviti (in serbo Шешељевци?, Šešeljevci), per via della presenza nel gruppo di Vojislav Šešelj, leader del Partito Radicale Serbo divenuto volto delle Aquile Bianche nonostante non fosse fra i fondatori dell'organizzazione.

## Storia
Il gruppo è stato fondato nel 1991 dai nazionalisti serbi Mirko Jović, leader del partito Rinnovo Nazionale Serbo, e Dragoslav Bokan, ex regista televisivo e segretario generale del medesimo partito di Jović. Ai due si unì anche Vojislav Šešelj, leader del nazionalista Partito Radicale Serbo. Il gruppo, di matrice nazionalista, partecipò alle battaglie di Borovo e Vukovar in Croazia, rendendosi protagonista del massacro di Voćin avvenuto nel dicembre del 1991 ai danni di 43 civili croati. Prese anche parte alla guerra in Bosnia ed Erzegovina, partecipando a battaglie nei pressi di Bijeljina, Višegrad e Zvornik. Venne sciolto nel 1995.

## Accuse di crimini di guerra
Vari membri delle Aquile Bianche sono stati condannati per crimini di guerra dal Tribunale penale internazionale per l'ex-Jugoslavia. Un comandante del gruppo, Milan Lukić, è stato condannato all'ergastolo, mentre Mitar Vasiljević venne condannato a quindici anni di carcere.

## Curiosità
- Jović, oltre alle Aquile Bianche, era a capo della formazione paramilitare Dušan il Potente, anch'essa presente durante la battaglia di Borovo.
- Nel dicembre del 2010, un gruppo che rispondeva proprio al nome di Aquile Bianche aveva dichiarato di essere responsabile per la morte di Šefko Salković, politico bosgnacco del Kosovo.[2][3]